# Tine Putscher
Tine Putscher, född 1909, död 1997, var en surinamesisk feminist.
Hon är känd som den första kvinnliga tandläkaren i Surinam (1937). 
Hon var även verksam för kvinnors rättigheter. Hon var en av grundarna av Damescomité, den första betydande kvinnoföreningen i Surinam, som bildades 1946 för att förbereda kvinnor om deras framtida ställning. När kvinnor i Surinam fick (begränsad) rösträtt och valbarhet av Nederländerna år 1948, sände den ut ett upprop om att informera kvinnor om deras rättigheter och uppmana dem att tillvarata dem, och lanserade en tidning, Aurora: het eerste Surinaamse maandblad voor de vrouw (1949-1955). 